# Guillermo Dorel
Guillermo Dorel (en francés: Guillaume Dorel; fallecido en 1174) fue el señor de Botron en el Condado de Trípoli. También fue conocido como Guillermo I de Botron.
A mediados del siglo xii, sucedió al caballero provenzal Raimundo de Agoult como señor de Botron. Las fuentes no brindan información clara sobre la relación que tenía con Raimundo, probablemente era su yerno o su hijo.
Guillermo se casó con Estefanía de Milly, la hija de Enrique de Milly, el señor o castellano de Petra. Con ella tuvo una hija llamada Lucía que se casó con Plivain, un comerciante de Pisa, y que heredo el señorío de Botron.
Guillermo murió en 1174, y su esposa Estefanía se casó después con Hugo III Embriaco, el señor de la vecina Gibelet.